# Rötliche Wurzeltrüffel
Die Rötliche Wurzeltrüffel (Rhizopogon roseolus, Syn.: Splanchnomyces roseolus Corda (1837)) ist ein Pilz aus der Familie der Wurzeltrüffelverwandten.

## Beschreibung

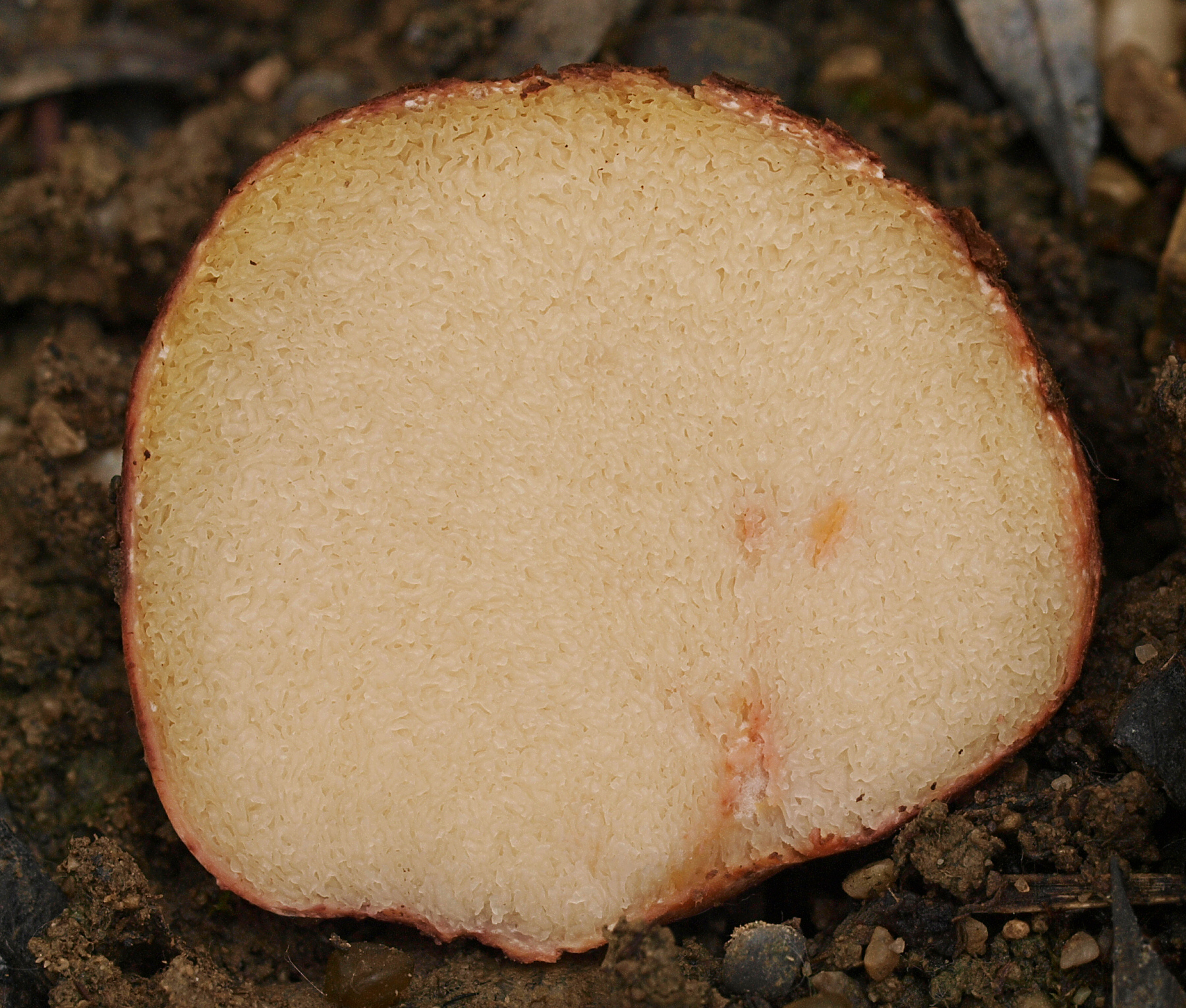
Querschnitt durch einen Fruchtkörper mit Blick auf die labyrinthische, fein-gekammerte Gleba

Die Fruchtkörper sind annähernd kugelförmig bis länglich, oft birnenförmig. Ihr Durchmesser beträgt bei trockenen Exemplaren bis zu drei Zentimeter. Ihre Farbe ist anfangs noch weiß, bald aber rosa bis rötlich-bräunlich, manchmal auch zart violett-rosa. An ihrer Basis befinden sich wurzelähnliche Myzelstränge. Sie verströmen einen schwachen Geruch. Es gibt zahlreiche feine elastische Fibrillen oder Adern, die jedoch nicht hervortreten und ebenso wie das Peridium oder dunkler gefärbt sind. Dieses ist 240–400 µm dick und einlagig. Die Gleba ist zunächst weiß und wird beim Abtrocknen gelblich. Die Hohlräume innerhalb sind labyrinthisch, leer oder mit Sporen gefüllt, wo sie klein sind. Sie werden von hyalinen (durchsichtigen), verzweigten Hyphen gebildet. Die Basidien sind keulenförmig und hyalin und messen 12–13 mal 9–10 µm. Die Sterigmata sind so lang wie die Sporen, welche einzigartig gefärbt, etwa ockerfarben-gelbbraun, glatt und ellipsoid geformt sind; sie messen 7–16 mal 3–5 µm.:11–13

### Ähnliche Arten
Die Gelbliche Wurzeltrüffel (Rhizopogon luteolus) wächst ebenfalls unter Kiefern, ist aber oliv-gelblich gefärbt und rötet nicht.

## Verbreitung  und Ökologie
Rhizopogon roseolus gilt als Kosmopolit.:11 Er wächst in Europa unter Schwarzkiefer auf kalkhaltigem Boden. In Mitteleuropa bildet er Fruchtkörper von August bis November.
Der Pilz bildet Ektomykorrhizen und wird zur Bodenverbesserung in der Landwirtschaft und im Gartenbau eingesetzt.

## Nutzung
In Ost-Asien, insbesondere in Japan, wo er traditionell als Shoro bekannt ist, gilt er als Delikatesse. Für die kommerzielle Zucht des Pilzes und seinen Einsatz in Kiefern-Plantagen wurden spezielle Techniken entwickelt, die in Japan und Neuseeland erfolgreich angewandt wurden.